# Othmane Hadj Lazib
Othmane Hadj Lazib, né le 10 mai 1983, est un athlète algérien, spécialiste des haies hautes.

## Carrière
Son meilleur temps était de 13 s 51 à Bottrop le 9 juillet 2010 qu'il porte à 13 s 46 (+ 1,5 m/s) à	Mannheim le 13 août 2011. Il devient champion d'Afrique 2010 après avoir terminé 4e de ceux de Bambous en 2006 et remporté la médaille d'or lors des Jeux africains de Maputo en 2011.
Il remporte la médaille de bronze lors des Jeux méditerranéens de Mersin le 27 juin 2013.

## Palmarès
| Date | Compétition            | Lieu         | Résultat | Épreuve     | Temps   |
| ---- | ---------------------- | ------------ | -------- | ----------- | ------- |
| 2006 | Championnats d'Afrique | Bambous      | 4e       | 110 m haies | 14 s 11 |
| 2007 | Jeux africains         | Alger        | 6e       | 110 m haies | 14 s 04 |
| 2007 | Jeux panarabes         | Le Caire     | 1er      | 110 m haies | 14 s 03 |
| 2009 | Championnats panarabes | Damas        | 1er      | 110 m haies | 13 s 79 |
| 2010 | Championnats d'Afrique | Nairobi      | 1er      | 110 m haies | 13 s 77 |
| 2010 | Coupe continentale     | Split        | 6e       | 110 m haies | 13 s 89 |
| 2011 | Jeux africains         | Maputo       | 1er      | 110 m haies | 13 s 48 |
| 2011 | Jeux panarabes         | Doha         | 2e       | 110 m haies | 13 s 74 |
| 2012 | Championnats d'Afrique | Porto Novo   | 5e       | 110 m haies | 13 s 94 |
| 2013 | Championnats panarabes | Doha         | 3e       | 110 m haies | 13 s 94 |
| 2013 | Jeux méditerranéens    | Mersin       | 3e       | 110 m haies | 13 s 61 |
| 2014 | Championnats d'Afrique | Marrakech    | 6e       | 110 m haies | 14 s 27 |
| 2015 | Championnats panarabes | Madinat 'Isa | 3e       | 110 m haies | 13 s 74 |

## Records
| Épreuve     | Épreuve   | Temps   | Lieu     | Date            |
| ----------- | --------- | ------- | -------- | --------------- |
| 60 m haies  | En salle  | 7 s 72  | Metz     | 13 août 2011    |
| 100 m haies | Plein air | 13 s 46 | Mannheim | 25 février 2011 |